# Kyrá Frosýni
Effrosýni Vasilíou (en grec moderne : Ευφροσύνη Βασιλείου), née en 1773 et morte le 11 janvier 1801, plus connue en tant que Kyrá Frosýni (en grec moderne : Κυρά Φροσύνη, littéralement en français : Maîtresse Phrosýne), est une mondaine grecque exécutée pour adultère, à Ioannina, alors dans l'Empire ottoman, par le gouverneur Ali Pacha de Janina, avec 17 autres femmes. La légende veut qu'elle ait été exécutée pour des raisons politiques et qu'elle ait ainsi été considérée comme une héroïne nationale. Le cas de Kyrá Frosýni a été dépeint dans la fiction sous la forme d'un roman, d'un opéra, d'un film ainsi que dans des chansons populaires. 

## Biographie
Effrosýni Vasilíou, dite Kyrá Frosýni, est la nièce de l'évêque de Ioannina. Elle est mariée au riche marchand Dimítrios Vasilíou, avec qui elle a deux enfants. Elle est une membre éminente de l'aristocratie locale de Ioannina, connue pour sa beauté, son intelligence et son éducation. Ali Pacha a créé son propre État semi-autonome au sein de l'Empire ottoman, dont le centre est à Ioannina. Il fait venir à sa cour des intellectuels de toute l'Europe. Effrosýni est la figure centrale et la leader locale d'un salon littéraire ou d'une société qui célèbre les arts et la littérature.
C'est dans ce cadre que le fils d'Ali Pacha, Muhtar Pasha, assiste aux réunions de la société et apprend à connaître et à admirer Effrosýni. Son conjoint est souvent absent pour cause d'affaires, et Kyrá Frosýni est connue pour avoir eu une liaison avec le fils du gouverneur ottoman local. Au fil du temps, les femmes turques locales commencent à se plaindre à Ali Pacha de cette société dirigée par Effrosýni.

## Arrestation
L'histoire de Kyrá Frosýni fait l'objet de plusieurs versions. L'une d'elles est qu'en l'absence de son mari, Frosýni entretient des relations extra-conjugales. Il se dit également qu'elle a des liaisons avec de nombreux hommes. Une autre version indique que le fils d'Ali Pacha aurait offert une bague, connue de sa femme, à Frosýni. L'épouse de Muhtar, fille du pacha de Berat, demande alors à son beau-père d'agir radicalement contre Kyrá Frosýni. Ali Pacha fait arrêter Frosýni et 17 autres femmes, dont l'une est relâchée plus tard. Dans la nuit du 11 janvier 1801, les femmes sont amenées sur le lac Pamvotis, ligotées et noyées. Les cadavres des femmes sont ensuite enterrés. Leurs maisons sont murées et leurs biens confisqués. Il n'existe pas d'explication pour la noyade des femmes arrêtées avec Frosýni.

## Héritage
Ces évènements inspirent, en 1859, au poète Aristotélis Valaorítis, le poème Dame Phrosyne (en grec moderne : Η Κυρά Φροσύνη).
En 1868, Pavlos Carrer écrit l'opéra Κυρά Φροσύνη (en français : Dame Phrosyne).
L'actrice Irène Papas interprète le rôle de Kyrá Frosýni dans le film Le Lac des soupirs (1959) de Grigóris Grigoríou, film inspiré du poème de Valaoritis.